# Röhrmeister

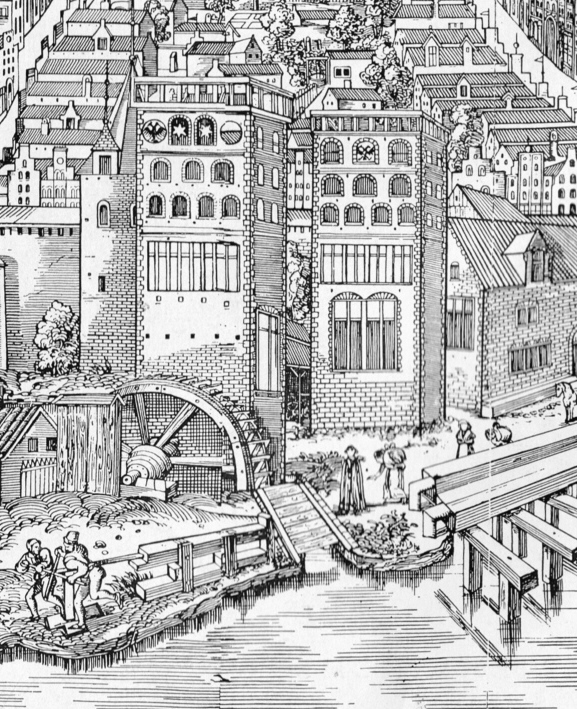
Lübeck, 16. Jahrhundert, im Vordergrund die Handwerker

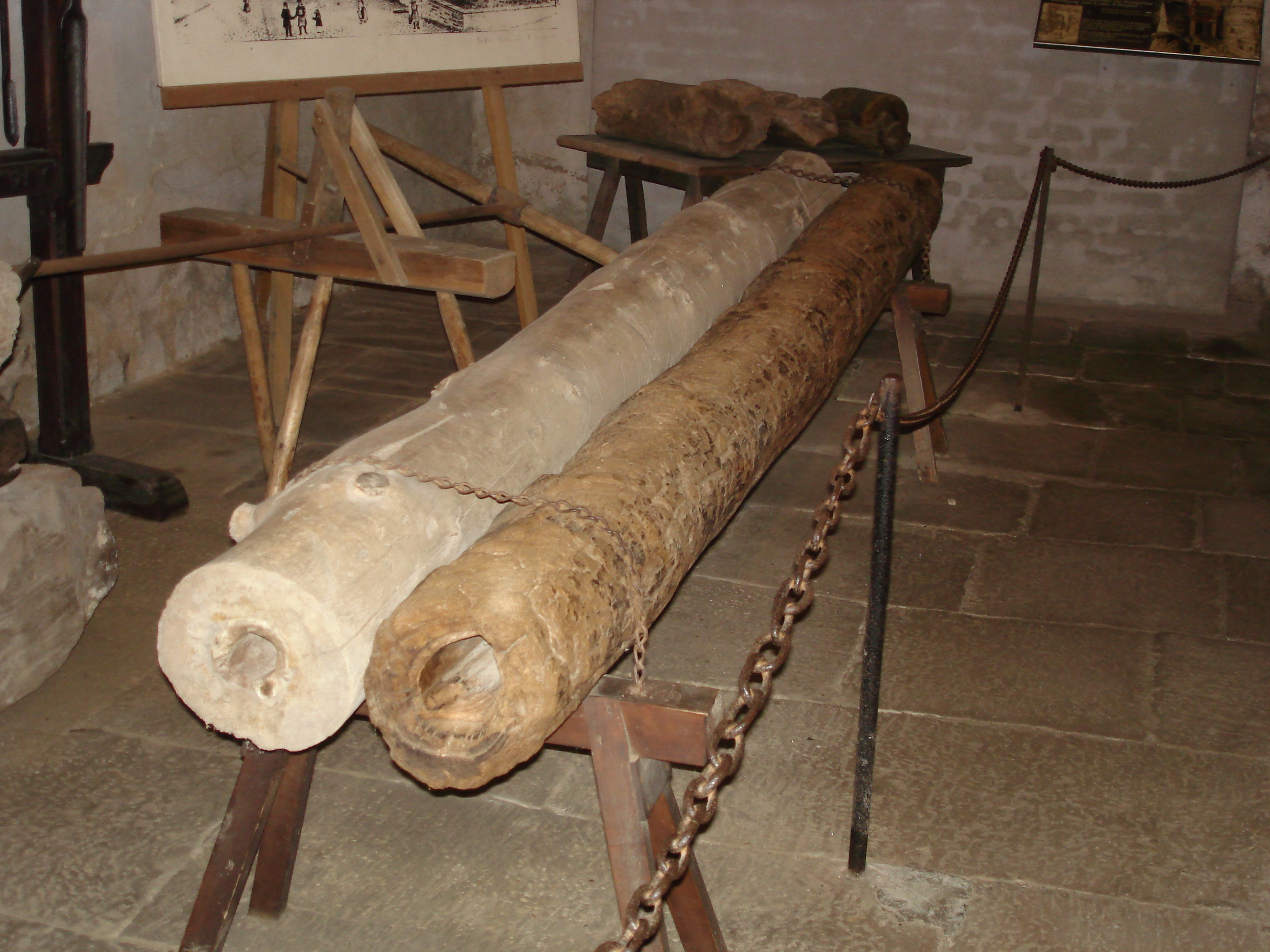
Holzröhren von Burg Stolpen

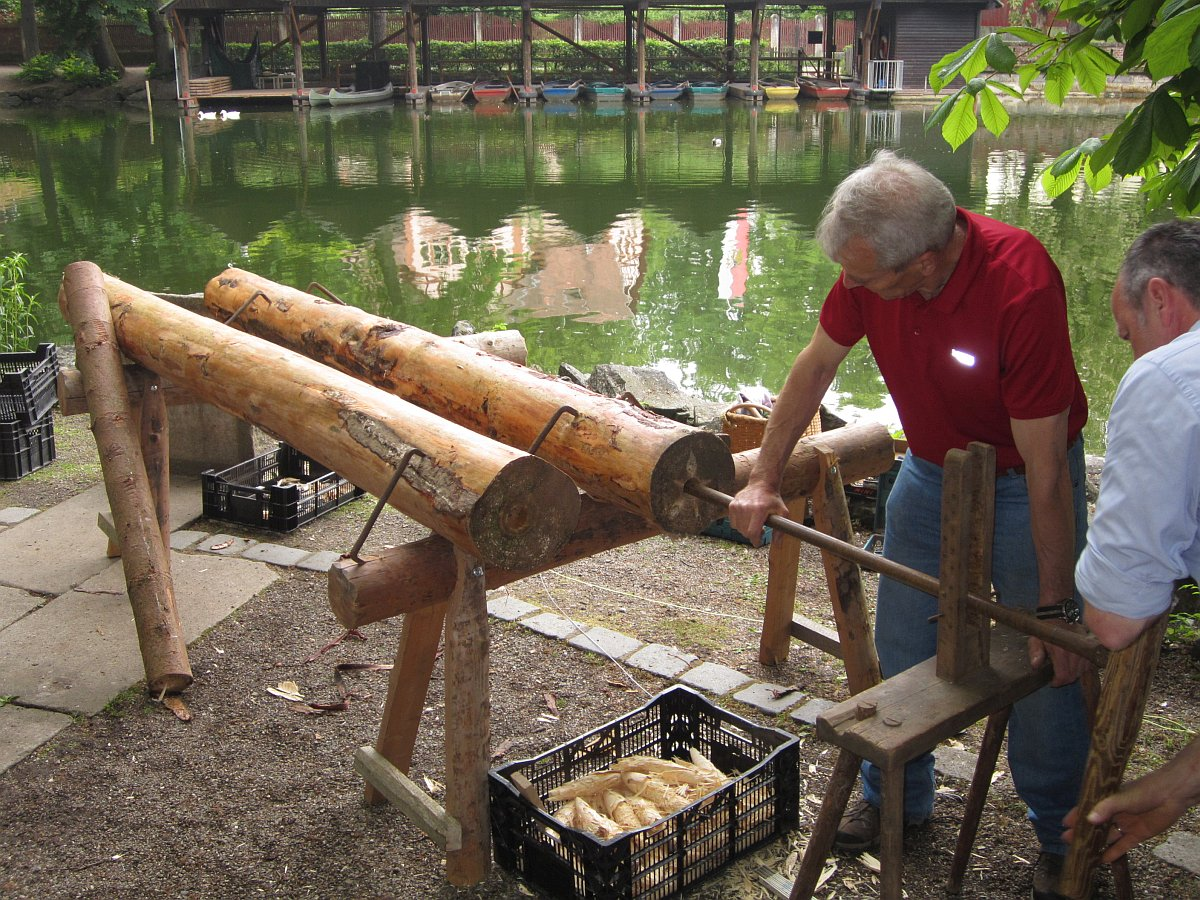
Ausbohren einer Holzröhre von Hand

Der Röhrmeister oder Röhrenmeister, ein sehr alter, heute kaum noch ausgeübter Beruf, fertigt aus Holzstämmen Wasserrohre. Dazu benutzt er spezielle Werkzeuge wie den Deichelbohrer.
Die Holzrohre, auch Röhrfahrten oder in Süddeutschland und der Schweiz Deichel oder Teuchel genannt, wurden im Mittelalter benutzt, um das Wasser einer Wasserkunst an die Verbrauchsorte zu verteilen. Möglicherweise geht der Beruf schon auf das Altertum zurück, da die bei der Wasserversorgung im Römischen Reich verwendeten Blei- oder Tonrohre nicht überall zur Verfügung standen.
Im 17. bis zur Hälfte des 19. Jahrhunderts hatte der Röhrmeister die verantwortungsvolle Aufgabe, über die Wasserversorgung der Stadt zu wachen.

## Zitat
„Ein Beispiel eines bis zum heutigen Tage wirkenden Gemeinschaftsgeistes gaben die Gründer des Schaudorfs durch den Bau ihrer Wasserleitung. Sie durchbohrten in mühevoller Kleinarbeit 215 Kiefernstämme von je 10 Ellen Länge und verlegten sie im Jahre 1783 von einer Quelle am Abhang des Kleppischberges bis auf ihren Gemeindeplatz auf einer Höhe, von der sie ins Dorf schauten.Dieser klare Born läuft nun seit mehr als 200 Jahren erst durch hölzerne, danach durch tönerne und eiserne Rohre und schließlich durch solche aus Vinidur. Bis heute wechselt jährlich die Funktion des Rohrmeisters von einem Hausbesitzer zum nächsten. Ich erlebte als Kind die Wartung des ‚Rohrwassers‘, die Aufregung bei der Behebung eines Schadens, der sich für Mensch und Vieh in dem Dutzend von Anwesen schnell kritisch auswirken konnte“